# Black Symphony
Black Symphony is een live-album van de Nederlandse band Within Temptation. Het is een registratie van het concert op 7 februari 2008 in Ahoy Rotterdam in samenwerking met het Metropole Orkest en PA'dam koor. Verder waren er gastoptredens van Keith Caputo, Anneke van Giersbergen en George Oosthoek.
Dit was een bijzonder concert, omdat het de eerste keer was dat Within Temptation live optrad samen met een orkest.
Black Sympony werd op 22 september 2008 uitgebracht, in verschillende versies:
- Blu-ray-disc + bonus-dvd
- dvd + bonus-dvd
- 2 cd's
- dvd + bonus-dvd + 2 cd's (special edition)

De bonus-dvd bevat een registratie van het concert op 24 november 2007 in het Beursgebouw in Eindhoven.

## dvd-tracklist
Dvd 1 - Black Symphony Concert
1. Ouverture
2. Jillian (I'd Give My Heart)
3. The Howling
4. Stand My Ground
5. The Cross

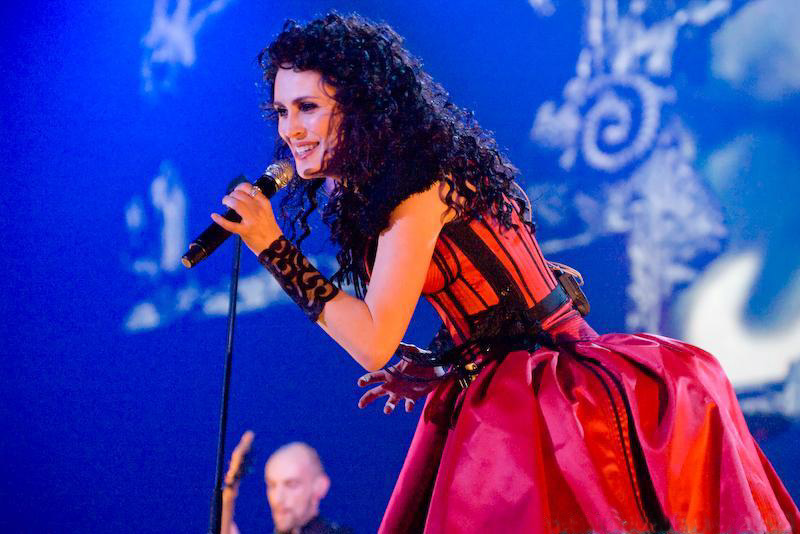
Sharon den Adel tijdens het concert.

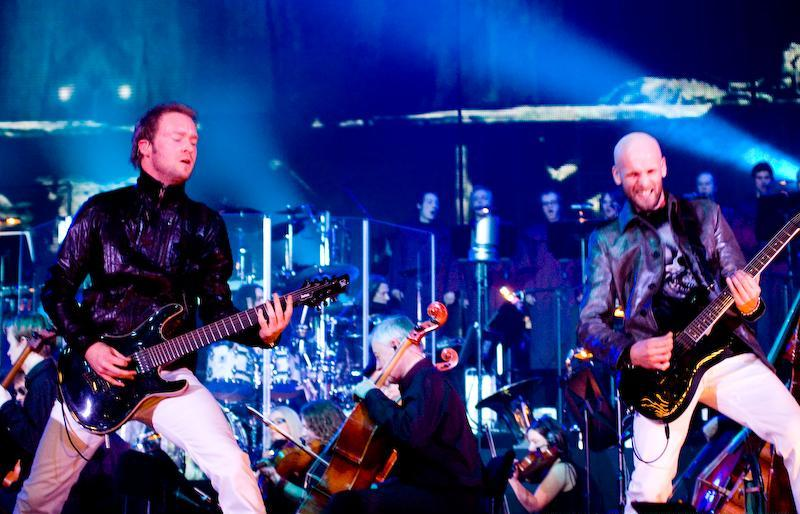
Ruud Jolie en Robert Westerholt.

6. What Have You Done (met Keith Caputo)
7. Hand of Sorrow
8. The Heart of Everything
9. Forgiven
10. Somewhere (met Anneke van Giersbergen)
11. The Swan Song
12. Memories
13. Our Solemn Hour
14. The Other Half (of Me) (met George Oosthoek)
15. Frozen
16. The Promise
17. Angels
18. Mother Earth
19. The Truth Beneath the Rose
20. Deceiver of Fools
21. All I Need
22. Ice Queen

Dvd 2 - Live in Eindhoven 2007
1. Intro
2. Jillian (I'd Give My Heart)
3. The Howling
4. The Cross
5. Hand of Sorrow
6. The Heart Of Everything
7. Restless
8. Our Solemn Hour
9. Mother Earth
10. Jane Doe
11. The Truth Beneath The Rose
12. All I Need

## Cd-tracklist
Cd 1:
1. Ouverture
2. Jillian (I'd Give My Heart)
3. The Howling
4. Stand My Ground
5. The Cross
6. What Have You Done (met Keith Caputo)
7. Hand of Sorrow
8. The Heart of Everything
9. Forgiven
10. Somewhere (met Anneke van Giersbergen)
11. The Swan Song
12. Memories

cd 2:
1. Our Solemn Hour
2. The Other Half (of Me) (met George Oosthoek)
3. The Promise
4. Angels
5. Mother Earth
6. Frozen
7. The Truth Beneath the Rose
8. Deceiver of Fools
9. All I Need
10. Ice Queen

## Hitnotering
| "Black Symphony" in de Nederlandse Album Top 100 - binnen: 27 september 2008 | "Black Symphony" in de Nederlandse Album Top 100 - binnen: 27 september 2008 | "Black Symphony" in de Nederlandse Album Top 100 - binnen: 27 september 2008 | "Black Symphony" in de Nederlandse Album Top 100 - binnen: 27 september 2008 | "Black Symphony" in de Nederlandse Album Top 100 - binnen: 27 september 2008 | "Black Symphony" in de Nederlandse Album Top 100 - binnen: 27 september 2008 | "Black Symphony" in de Nederlandse Album Top 100 - binnen: 27 september 2008 | "Black Symphony" in de Nederlandse Album Top 100 - binnen: 27 september 2008 | "Black Symphony" in de Nederlandse Album Top 100 - binnen: 27 september 2008 | "Black Symphony" in de Nederlandse Album Top 100 - binnen: 27 september 2008 | "Black Symphony" in de Nederlandse Album Top 100 - binnen: 27 september 2008 | "Black Symphony" in de Nederlandse Album Top 100 - binnen: 27 september 2008 | "Black Symphony" in de Nederlandse Album Top 100 - binnen: 27 september 2008 | "Black Symphony" in de Nederlandse Album Top 100 - binnen: 27 september 2008 | "Black Symphony" in de Nederlandse Album Top 100 - binnen: 27 september 2008 | "Black Symphony" in de Nederlandse Album Top 100 - binnen: 27 september 2008 | "Black Symphony" in de Nederlandse Album Top 100 - binnen: 27 september 2008 | "Black Symphony" in de Nederlandse Album Top 100 - binnen: 27 september 2008 | "Black Symphony" in de Nederlandse Album Top 100 - binnen: 27 september 2008 | "Black Symphony" in de Nederlandse Album Top 100 - binnen: 27 september 2008 | "Black Symphony" in de Nederlandse Album Top 100 - binnen: 27 september 2008 | "Black Symphony" in de Nederlandse Album Top 100 - binnen: 27 september 2008 | "Black Symphony" in de Nederlandse Album Top 100 - binnen: 27 september 2008 | "Black Symphony" in de Nederlandse Album Top 100 - binnen: 27 september 2008 | "Black Symphony" in de Nederlandse Album Top 100 - binnen: 27 september 2008 | "Black Symphony" in de Nederlandse Album Top 100 - binnen: 27 september 2008 | "Black Symphony" in de Nederlandse Album Top 100 - binnen: 27 september 2008 | "Black Symphony" in de Nederlandse Album Top 100 - binnen: 27 september 2008 | "Black Symphony" in de Nederlandse Album Top 100 - binnen: 27 september 2008 | "Black Symphony" in de Nederlandse Album Top 100 - binnen: 27 september 2008 | "Black Symphony" in de Nederlandse Album Top 100 - binnen: 27 september 2008 | "Black Symphony" in de Nederlandse Album Top 100 - binnen: 27 september 2008 | "Black Symphony" in de Nederlandse Album Top 100 - binnen: 27 september 2008 | "Black Symphony" in de Nederlandse Album Top 100 - binnen: 27 september 2008 | "Black Symphony" in de Nederlandse Album Top 100 - binnen: 27 september 2008 | "Black Symphony" in de Nederlandse Album Top 100 - binnen: 27 september 2008 |
| Week                                                                         | 01                                                                           | 02                                                                           | 03                                                                           | 04                                                                           | 05                                                                           | 06                                                                           | 07                                                                           | 08                                                                           | 09                                                                           | 10                                                                           | 11                                                                           | 12                                                                           | 13                                                                           | 14                                                                           | 15                                                                           | 16                                                                           | 17                                                                           | 18                                                                           | 19                                                                           | 20                                                                           | 21                                                                           | 22                                                                           | 23                                                                           | 24                                                                           | 25                                                                           | 26                                                                           | 27                                                                           | 28                                                                           | 29                                                                           | 30                                                                           | 31                                                                           | 32                                                                           | 33                                                                           | 34                                                                           |                                                                              |
| ---------------------------------------------------------------------------- | ---------------------------------------------------------------------------- | ---------------------------------------------------------------------------- | ---------------------------------------------------------------------------- | ---------------------------------------------------------------------------- | ---------------------------------------------------------------------------- | ---------------------------------------------------------------------------- | ---------------------------------------------------------------------------- | ---------------------------------------------------------------------------- | ---------------------------------------------------------------------------- | ---------------------------------------------------------------------------- | ---------------------------------------------------------------------------- | ---------------------------------------------------------------------------- | ---------------------------------------------------------------------------- | ---------------------------------------------------------------------------- | ---------------------------------------------------------------------------- | ---------------------------------------------------------------------------- | ---------------------------------------------------------------------------- | ---------------------------------------------------------------------------- | ---------------------------------------------------------------------------- | ---------------------------------------------------------------------------- | ---------------------------------------------------------------------------- | ---------------------------------------------------------------------------- | ---------------------------------------------------------------------------- | ---------------------------------------------------------------------------- | ---------------------------------------------------------------------------- | ---------------------------------------------------------------------------- | ---------------------------------------------------------------------------- | ---------------------------------------------------------------------------- | ---------------------------------------------------------------------------- | ---------------------------------------------------------------------------- | ---------------------------------------------------------------------------- | ---------------------------------------------------------------------------- | ---------------------------------------------------------------------------- | ---------------------------------------------------------------------------- | ---------------------------------------------------------------------------- |
| Nummer                                                                       | 3                                                                            | 6                                                                            | 7                                                                            | 13                                                                           | 18                                                                           | 22                                                                           | 27                                                                           | 39                                                                           | 42                                                                           | 52                                                                           | 55                                                                           | 52                                                                           | 51                                                                           | 55                                                                           | 54                                                                           | 48                                                                           | 54                                                                           | 62                                                                           | 54                                                                           | 56                                                                           | 71                                                                           | 68                                                                           | 69                                                                           | 62                                                                           | 65                                                                           | 79                                                                           | 88                                                                           | 94                                                                           | 67                                                                           | 31                                                                           | 71                                                                           | 83                                                                           | 71                                                                           | 89                                                                           | uit                                                                          |